# Anna Nahowski
Anna Nahowski, nata Nowak (Vienna, 18 giugno 1859 – Vienna, 29 marzo 1931), è stata dal 1875 al 1889 l'amante dell'imperatore Francesco Giuseppe d'Austria.

## Biografia
Anna Nahowski incontrò per la prima volta l'imperatore Francesco Giuseppe nel corso di una passeggiata nel parco di Schönbrunn (che era aperto al pubblico), nel 1875. All'epoca la ragazza aveva 15 anni e, da qualche mese, era sposata col produttore di seta Johann Heuduck, un alcolizzato cronico dedito al gioco d'azzardo dal quale divorzierà tre anni dopo, concedendogli in cambio un'enorme somma di denaro che ricevette dall'imperatore, col quale nel frattempo aveva intrapreso una relazione.
La Nahowski si risposò quindi con Franz Nahowski, funzionario della società ferroviaria Südbahn, poi passato alle Ferrovie dello Stato in Galizia. Nahowski pure contrasse numerosi debiti di gioco, rimborsati regolarmente da Anna. 

È evidente come tutte queste grandi disponibilità finanziarie provenissero da donazioni ricevute direttamente dall'imperatore, e raggiunsero negli anni un totale di più di 100.000 fiorini (secondo altre fonti 200.000 fiorini).
Anna Nahowski visse con il marito a Vienna presso la Schönbrunner Straße, strada che costeggiava il parco ed il castello di Schönbrunn.
Nel 1889 Anna Nahowski venne a conoscenza del rapporto che Francesco Giuseppe stava intrattenendo contemporaneamente anche con Katharina Schratt. Le sue rimostranze e insieme i fatti di Mayerling, portarono l'imperatore austriaco alla decisione di allontanarla definitivamente dalla sua vita, facendole comunque intestare un'ingente somma di denaro per sé stessa e per i figli che nel frattempo aveva avuto, in cambio della firma di un contratto di silenzio.
Ebbe in tutto tre figli: Carola, Helene (la cui paternità era incerta e che divenne poi moglie del compositore Alban Berg, venendo anche ritratta dal pittore Arnold Schönberg) e Francesco Giuseppe. Quest'ultimo, malgrado gli fosse stato imposto il nome dell'imperatore, non fu certamente figlio del sovrano dal momento che le frequentazioni tra i due erano già terminate al momento della sua nascita. Nel 1930, in occasione del centesimo anniversario della nascita dell'imperatore Francesco Giuseppe, il figlio della Nahowski si tagliò il mignolo sinistro come omaggio a quello che credeva essere suo padre: questa automutilazione gli procurò il ricovero immediato in una clinica psichiatrica Steinhof (Vienna). 

Il diario personale che Anna Nahowski tenne per tutta la sua vita, venne pubblicato solo dopo la morte della figlia Helene nel 1976.